# Eparquía de Amida de los armenios
La eparquía de Amida de los armenios (en latín: Eparchia Amidena Armenorum) fue una circunscripción eclesiástica de la Iglesia católica en Turquía. Se trataba de una eparquía armenia inmediatamente sujeta al patriarcado de Cilicia de los armenios. Fue suprimida en 1972 y a la vez restaurada como archieparquía titular. Desde el 5 de septiembre de 2015 su eparca titular es Kévork Assadourian, del Instituto del Clero Patriarcal de Bzommar.

## Territorio y organización
La eparquía extendía su jurisdicción sobre los fieles católicos de rito armenio residentes en parte de la Mesopotamia y de la Armenia mayor en el Imperio otomano y se extendía desde Birecik (en la orilla izquierda del Éufrates) al este, hasta Ilidscha al oeste; y desde el río Éufrates oriental al norte, hasta la arquidiócesis de Mardin al sur. Territorio que correspondía a la parte norte de la Mesopotamia y a parte de la Gran Armenia. La conferencia armenia de Roma de 1867 dispuso que su jurisdicción fuera la Mesopotamia occidental. La eparquía estaba dentro del territorio propio del patriarcado de Cilicia de los armenios.
La sede de la eparquía se encontraba en la ciudad de Diyarbakır (antiguamente llamada Amida).

## Historia
El cristianismo siríaco se apoderó de la región de Amida entre los siglos I y I, particularmente entre los asirios de la ciudad. El primer obispo documentado de Amida fue Simeón de la Iglesia del Oriente, que participó en el Concilio de Nicea I en 325. El emperador bizantino Teodosio II (408–450) dividió la provincia romana de Mesopotamia en dos, e hizo de Amida la capital de Mesopotamia Prima y, por lo tanto, también la sede metropolitana de todos los obispados de la provincia, dependiente del patriarcado de Antioquía. Una Notitia Episcopatuum del siglo VI indica como sufragáneas de Amida las sedes de Martyropolis, Ingila, Belabitene, Arsamosata, Sofene, Kitharis, Cefa y Zeugma. El Anuario Pontificio agrega Bethzabda y Dadima.
Después del Concilio de Calcedonia (451), Amida se convirtió en un refugio del monofisismo y ante la invasión persa de principios del siglo VII se produjo la difusión de la Iglesia jacobita en el área. En 638 Amida fue conquistada por los árabes musulmanes. En los siglos siguientes, la ciudad formó parte de varios principados turcos y en 1517 fue ocupada por el Imperio otomano.
El origen de la antigua sede de la Iglesia apostólica armenia es incierto, y desde el siglo XVII ocasionalmente fue ocupada por obispos en comunión con Roma. La eparquía fue erigida canónicamente por el papa Pío IX el 2 de julio de 1850.
Según el testimonio de los misioneros latinos, los obispos armenios de Amida de 1650 y 1681 eran católicos, en comunión con la Santa Sede. Sin embargo, sus nombres no se conocen. En 1727 el obispo Pietro Derboghossian envió su profesión de fe a Roma. Le sucedieron otros dos prelados católicos, Eugenio y Juan de Esmirna, consagrado en 1755 y muerto en Constantinopla en 1785. Después de un largo período vacante, la eparquía fue ocupada por otros tres obispos hasta su supresión.
En 1867 la eparquía de Amida tenía unos 5000 fieles (de ellos 1500 en la ciudad de Diyarbakır) y 12 sacerdotes (5 en la ciudad). Las parroquias y estaciones se hallaban en: Birecik, Edesa (actual Sanliurfa), Siverek, Cincasei, Çermik, Eğil, Gorit, Mejafarkin (actual Silvan), Hopum y Hani.
En 1890 se reportaron alrededor de 1500 armenios católicos, confiados al cuidado del obispo, 12 sacerdotes armenios.
En 1898 la Congregación de Propaganda Fide informaba que la eparquía tenía 5000 fieles, con 10 parroquias y algunas estaciones secundarias, y 18 sacerdotes. No había seminario y las escuelas elementales eran 6 para niños y 6 para niñas.
Debido al genocidio armenio de principios del siglo XX, la eparquía, como todas las diócesis armenias turcas, perdió la mayor parte de su población. El último obispo residente fue Andrea Elia Celebian, quien fue asesinado junto con unos 600 de sus fieles en el verano de 1915.

### Sede titular
Una sede titular católica es una diócesis que ha cesado de tener un territorio definido bajo el gobierno de un obispo y que hoy existe únicamente en su título. Continúa siendo asignada a un obispo, quien no es un obispo diocesano ordinario, pues no tiene ninguna jurisdicción sobre el territorio de la diócesis, sino que es un oficial de la Santa Sede, un obispo auxiliar, o la cabeza de una jurisdicción que es equivalente a una diócesis bajo el derecho canónico.
En 1972 todas las eparquías armenias vacantes en Turquía (mencionadas en el Anuario Pontificio como vacantes, impedidas y dispersas) fueron suprimidas y recategorizadas como sedes titulares, por lo que la archieparquía de Constantinopla abarcó desde entonces de iure todo el territorio de Turquía.
La eparquía titular de Amida de los armenios fue conferida por primera vez por la Santa Sede el 3 de enero de 1977 al exarca apostólico de Francia y futuro patriarca Gregorio (Krikor) Ghabroyan, I.C.P.B..
Existen también sedes titulares de Amida de rito caldeo y de rito latino.

## Episcopologio
- Anónimo † (mencionado circa 1650)
- Anónimo † (mencionado en 1681)
- Pietro Derboghossian † (1727-1742)
- Eugenio † (?-?)
- Juan de Esmirna † (1755-1785 falleció)
  - Sede vacante (1785-1850)
- Giacomo Bahtiarian † (2 de julio de 1850-1880 falleció)
- Giuseppe Ferachian (Ferahian) † (16 de septiembre de 1884-1894 falleció)
- Andrea Elia Celebian (Tchelebian) † (6 de febrero de 1899-agosto de 1915 falleció)[6][7]

### Obispos de la sede titular
- Gregorio (Krikor) Ghabroyan, I.C.P.B. (3 de enero de 1977-30 de junio de 1986 nombrado eparca de la Santa Cruz de París)
- Boghos Levon Zekiyan (21 de mayo de 2014-21 de marzo de 2015 nombrado archieparca de Constantinopla)
- Kévork Assadourian, I.C.P.B., desde el 5 de septiembre de 2015[8]